# Anthon Bang
Anthon Bang (* 9. Dezember 1809 in Kopenhagen; † 31. Juli 1870 in Kristiania) war ein  norwegischer Autor und Herausgeber.

## Leben
Bang wuchs in Trondheim und sein Großvater war Carsten Gerhard Bang, der Direktor von Røros Kobberverk.
1844 beendete er seine militärische Laufbahn und arbeitete als Publizist und Herausgeber von Publikationen wie Lørdags-Aftenblad for Arbeidsklassen in Christiania (1860–1866), 1869 gründete er Dagbladet